# 크리오요스 데 카과스
크리오요스 데 카과스(Criollos de Caguas)는 푸에르토리코 카과스에 위치한 프로 야구팀이다. 푸에르토리코 베이스볼 리그 소속이며, 파르퀘 일데폰소 솔라 모랄레스 야구장을 홈구장으로 사용하고 있다. 총 15회의 리그 우승과 3회의 캐리비안 시리즈 우승을 차지하였다.

## 야구단 정보
| 감독   | 77 리노 리베라 |
| 코치   | 11 라파엘 캄포스 · 16 페드로 로페즈 · 18 호세 헤르난데즈 · 48 길 마르티네즈 · 50 라피 몬탈보 |
| 투수   | 22 사울 리베라 · 26 죠셉 토레스 · 29 에프레인 니에베스 · 34 올란도 로만 · 36 조 뉴비 · 38 루이스 아틸라노 · 39 호세 드 라 토레 · 40 안드레스 산티아고 · 32 이반 말도나도 · 47 루이스 크루즈 · 52 로이 메리트 · 54 올란도 알폰소 · 62 엔리크 카레로 · 83 에디 라모스 · -- 유네스키 마야 · -- 자비어 로페즈 · -- 미겔 메지아 |
| 포수   | 7 이반 로드리게스 · 8 로베르토 페나 · 25 쟈니 모넬 · 32 안토니오 히메네스 |
| 내야수 | 1 레이날도 나바로 · 3 루이스 피구에로아 · 13 알렉스 코라 · 15 앤디 곤잘레스 · 35 그렉 포터 · 51 카를로스 리베라 |
| 외야수 | 2 루이스 몬타네즈 · 5 미겔 으브레우 · 14 에드가도 바에즈 · 31 조지 파딜라 · 44 애론 바테스 · -- 노엘 크루즈 · -- 에드윈 고메즈 · 6 아드리안 오티즈 · -- 에드가 클리멘테 |